# Zweden op het Eurovisiesongfestival 1959
Zweden deed mee aan het Eurovisiesongfestival 1959, gehouden  in Cannes, Frankrijk. Het was de tweede deelname van het land.

## Selectieprocedure
Op 29 januari 1959 werd Melodifestivalen voor het eerst gehouden. Een jaar eerder werd de Zweedse kandidate nog intern gekozen. Melodifestivalen zou doorheen de jaren uitgroeien tot het populairste televisieprogramma van Zweden.
Er werden 200 liedjes ontvangen bij Sveriges Radio. Er werden acht voorrondes gehouden op de radio. De finale werd uitgezonden vanuit het Cirkus, Stockholm. De show werd gepresenteerd door Thore Ehrling. Siw Malmkvist won Melodifestivalen met het nummer Augustin. SVT besliste echter dat niet Siw Malmkvist, maar Brita Borg naar het Eurovisiesongfestival mocht met Augustin.

#### Uitslag
| Plaats | Artiest              | Lied                      | Punten |
| ------ | -------------------- | ------------------------- | ------ |
| 1      | Siw Malmkvist        | Augustin                  | 105    |
| 2      | Staffan Broms        | Dags igen att vara kära   | 79     |
| 3      | Britt Damberg        | Nya fågelsången           | 76     |
| 4      | Östen Warnerbring    | Kungsgatans blues         | 67     |
| 5      | Östen Warnerbring    | Någon saknar dig          | 56     |
| 6      | Britt-Inger Dreilick | Hösten är vår             | 52     |
| 6      | Ulla Christensson    | Lyckans soluppgång        | 52     |
| 8      | Åke Söhr             | En miljon för dina tänkar | 48     |

## In Cannes
Het festival werd gehouden op 12 maart. Zweden trad op als vijfde van tien deelnemers, na West-Duitsland en voor Zwitserland. Na de stemming had Zweden vier punten ontvangen, goed voor een negende plaats.
1958 · 1959 · 1960 · 1961 · 1962 · 1963 · 1964 · 1965 · 1966 · 1967 · 1968 · 1969 · 1970 · 1971 · 1972 · 1973 · 1974 · 1975 · 1976 · 1977 · 1978 · 1979 · 1980 · 1981 · 1982 · 1983 · 1984 · 1985 · 1986 · 1987 · 1988 · 1989 · 1990 · 1991 · 1992 · 1993 · 1994 · 1995 · 1996 · 1997 · 1998 · 1999 · 2000 · 2001 · 2002 · 2003 · 2004 · 2005 · 2006 · 2007 · 2008 · 2009 · 2010 · 2011 · 2012 · 2013 · 2014 · 2015 · 2016 · 2017 · 2018 · 2019 · 2020 · 2021 · 2022 · 2023 · 2024 · 2025